# Tasmanophlebia
Tasmanophlebia is een geslacht van haften (Ephemeroptera) uit de familie Oniscigastridae.

## Soorten
Het geslacht Tasmanophlebia omvat de volgende soorten:
- Tasmanophlebia lacuscoerulei
- Tasmanophlebia lacustris
- Tasmanophlebia nigrescens